# 팅 팅스
팅 팅스(The Ting Tings)는 잉글랜드의 혼성 듀오이다.